# 1969 في البرازيل
فيما يلي قوائم الأحداث التي وقعت خلال عام 1969 في البرازيل.

## سياسة

### انتهاء فترة المنصب
- 31 أغسطس – أرتور دا كوستا إي سيلفا رئيس البرازيل.

## مواليد

### يناير
- 1 يناير – فيولا لاعب كرة قدم برازيلي.[1]
- 3 يناير – ماتيوس ناكتيرجايلي ممثل برازيلي.[2]
- 14 يناير – إيفان روتشا لاعب كرة قدم برازيلي.[3]
- 17 يناير – داريو فرانكو مدرب، ولاعب كرة قدم أرجنتيني.[4]
- 29 يناير – فاغنر لوبيز لاعب ومدرب كرة قدم برازيلي.[5]

### فبراير
- 5 فبراير – مارسيو دوس سانتوس سيلفا لاعب كرة قدم برازيلي.

### مارس
- 5 فبراير – مارسيو دوس سانتوس سيلفا لاعب كرة قدم برازيلي.
- 15 سبتمبر – مارسيو روبرتو دوس سانتوس لاعب كرة قدم برازيلي.[6][6]
- 16 مارس – ماركوس فرناندو نانغ لاعب كرة قدم برازيلي.
- 24 مارس – لويس أوليفيرا لاعب ومدرب كرة قدم برازيلي.[7]
- 26 مارس – ألمير دي سوزا فراغا لاعب كرة قدم برازيلي.[8]

### أبريل
- 11 أبريل – جانيت أركاين لاعبة كرة سلة برازيلية.
- 22 أبريل – أليكس لوبيز دو ناسيمينتو لاعب كرة قدم برازيلي.
- 27 أبريل – بيرام كيال لاعب ومدرب كرة قدم برازيلي.[9]

### مايو
- 10 مايو – خوسيه روبسون دو ناسيمينتو لاعب كرة قدم برازيلي.
- 18 مايو – أنتونيو كارلوس زاغو لاعب كرة قدم برازيلي.[10]

### يونيو
- 2 يونيو – باولو سيرجيو لاعب كرة قدم برازيلي.[11]
- 2 يونيو – توليو مارافيلها لاعب كرة قدم برازيلي.[12]
- 22 يونيو – أوتافيو ديلا لاعب كرة مضرب برازيلي.

### يوليو
- 27 يوليو – سيرجيو غوميز لاعب كرة قدم.
- 29 يوليو – خوسيه ألفيس دوس سانتوس جونيور لاعب كرة قدم برازيلي.

### سبتمبر
- 5 سبتمبر – ليوناردو أرواجو لاعب كرة قدم برازيلي.[13]
- 15 سبتمبر – مارسيو روبرتو دوس سانتوس لاعب كرة قدم برازيلي.[6][6]
- 17 سبتمبر – بسمارك باريتو فاريا لاعب كرة قدم برازيلي.[14]
- 18 سبتمبر – باولو سيرجيو غرالاك لاعب كرة قدم برازيلي.[15]

### نوفمبر
- 3 نوفمبر – لوسيانا خيمنيس

### ديسمبر
- 5 ديسمبر – جان إلياس لاعب كرة قدم برازيلي.
- 15 ديسمبر – أدريانا إستيفيز[16]
- 27 ديسمبر – أرتور دوارتي دي أوليفيرا لاعب كرة قدم برازيلي.

## وفيات

### سبتمبر
- 6 سبتمبر – آرثر فريدنريتش (مواليد 1892) لاعب كرة قدم برازيلي.[17]

### نوفمبر
- 4 نوفمبر – كارلوس ماريجيلا (مواليد 1911)[18]

### ديسمبر
- 17 ديسمبر – أرتور دا كوستا إي سيلفا (مواليد 1899) سياسي برازيلي.